# Отпечатки (фильм)
«Отпечатки» (итал. Le orme) — итальянский фильм режиссёра Луиджи Баццони, снятый в 1975 году.

## Сюжет
Элис Кеспи (Флоринда Болкан) работает переводчицей. После просмотра фильма «Отпечатки на Луне» ей начинают сниться кошмары (некий профессор Блекманн руководит жестоким экспериментом над брошенными на Луне космонавтами). Элис увеличивает дозу снотворного и однажды обнаруживает, что не помнит события двух последних дней. В гардеробе она находит жёлтое платье, происхождения которого не помнит, на кухне — обрывки почтовой открытки с видом некоего отеля в городе Гарма. Элис берёт отпуск и отправляется в этот заброшенный курортный город.
Девочка по имени Паола, живущая в том же отеле с родителями, сообщает Элис, что уже видела её раньше и знает её под именем Николь. Элис продолжают преследовать ночные кошмары и смутные воспоминания из прошлого. Она находит магазин, в котором когда-то выбирала себе шляпу и купила то самое жёлтое платье. Во время разговора с Генри (Питер Макэнери) Элис вспоминает, что когда-то в молодости они были любовниками, и проводит с ним ночь. Генри пытается рассказать Элис/Николь, что ей нужна психиатрическая помощь, но в приступе мании преследования она убивает Генри. Элис охвачена паникой, она бежит через лес к пляжу, где её преследуют двое космонавтов из её ночных кошмаров.

## В ролях
| Актёр            | Роль               |
| ---------------- | ------------------ |
| Флоринда Болкан  | Элис Кеспи         |
| Питер Макэнери   | Генри              |
| Николетта Элми   | Паола Берсель      |
| Катерина Боратто | Хозяйка бутика     |
| Мириам Асеведо   | Начальница Элис    |
| Клаус Кински     | Профессор Блекманн |

## Дополнительные факты
- Сцены в вымышленном городе Гарма снимались в старой части Стамбула, районе Султанахмет.